# ایلچی‌گولوو
ایلچی‌گولوو (انگلیسی: Ilchigulovo) یک شهرک در شهرستان میاکینسکی استان باشقیرستان کشور روسیه است.